# Thermae Romae
Thermae Romae (jap. テルマエ・ロマエ Terumae Romae) – manga autorstwa Mari Yamazaki publikowana na łamach czasopisma „Gekkan Comic Beam” wydawnictwa Enterbrain w latach 2009–2013.

## Fabuła
Seria opowiada przygody rzymskiego architekta – Luciusa, żyjącego w 128 r.n.e., który ma problemy z wymyślaniem nowych pomysłów. Pewnego dnia odkrywa ukryty tunel przy dnie łaźni, który dosłownie wciąga go do współczesnej łaźni japońskiej. Zainspirowany spostrzeżonymi tam innowacjami, tworzy własne termy, Roma Thermae, przystosowując nowoczesne i innowacyjne pomysły do warunków jego czasów.

## Bohaterowie
- Lucius Modestus (jap. ルシウス・モデストゥス Rushiusu Modesutusu)

Seiyū: FROGMAN (2012), Kenjirō Tsuda (2022) 
Rzymski architekt, który trafia do współczesnej Japonii odkrywając nowoczesne japońskie łaźnie, wierząc, że są one łaźniami dla 'niewolników o płaskich twarzach'. Wykorzystuje te pomysły wracając do swoich czasów.
- Marcus Pietras (jap. マルクス・ピエトラス Marukusu Pietorasu)

Seiyū: Hiroki Tōchi (2012), Chikahiro Kobayashi (2022) 
- Hadrianus (jap. ハドリアヌス Hadorianusu)

Seiyū: Akio Ōtsuka, Tsutomu Isobe (2022) 
- Lepidus (jap. レピドゥス Repidusu)

Seiyū: Hiroshi Shirokuma (2012), YongYea (2022) 

## Manga
W marcowym numerze czasopisma „Gekkan Comic Beam” wydawnictwa Enterbrain podano do wiadomości, że ostatni rozdział mangi Mari Yamazaki ukaże się w tym czasopiśmie 12 marca 2013 roku.
| Nr | Data wydania (język japoński) | ISBN (język japoński)  |
| -- | ----------------------------- | ---------------------- |
| 1  | 26 listopada 2009             | ISBN 978-4-04-726127-3 |
| 2  | 25 września 2010              | ISBN 978-4-04-726770-1 |
| 3  | 25 kwietnia 2011              | ISBN 978-4-04-727232-3 |
| 4  | 22 grudnia 2011               | ISBN 978-4-04-727515-7 |
| 5  | 25 września 2012              | ISBN 978-4-04-728225-4 |
| 6  | 25 czerwca 2013               | ISBN 978-4-04-728895-9 |

## Anime
Na podstawie mangi powstało anime wyprodukowane przez DLE i wyemitowane od 12 do 26 stycznia 2012 roku w bloku Noitamina telewizji Fuji TV. Serial został wydany na płycie Blu-ray 20 kwietnia 2012 roku na której znalazł się dodatkowo niewyemitowany odcinek. Tematem przewodnim jest „Thermae Roman” (jap. テルマエ・ロマン Terumae Roman) w wykonaniu Chatmonchy.
Podczas Netflix Anime Festival 2020 ogłoszono, że serial otrzyma nową, oryginalną adaptację anime ONA w wykonaniu studia NAZ, zatytułowaną Thermae Romae Novae. Reżyserem serialu jest Tetsuya Tatamitani, a scenariusz napisał Yūichirō Momose. Premiera anime w serwisie Netflix odbyła się 28 marca 2022 roku.

## Adaptacja filmowa
Fuji TV wyprodukowała aktorską adaptację filmową, która ukazała się 28 kwietnia 2012 roku. Sequel filmu, zatytułowany Thermae Romae II, miał swoją premierę 26 kwietnia 2014 roku.

## Nagrody i nominacje
| Rok  | Nagroda                             | Rezultat | Źródło        |
| ---- | ----------------------------------- | -------- | ------------- |
| 2010 | Manga Taishō                        | Nagroda  | [ 14 ] [ 15 ] |
| 2010 | Nagroda Kulturalna im. Osamu Tezuki | Nagroda  | [ 16 ]        |